# Grubenkarspitze (Karwendelgebergte)
De Grubenkarspitze is een 2663 meter hoge bergtop in de Hinterautal-Vomper-keten in het Karwendelgebergte in de Oostenrijkse deelstaat Tirol. De top is vanuit Scharnitz bereikbaar. Beklimmers doorkruisen allereerst het Hinterautal, vaak per fiets, om vervolgens via een bergtocht, die gedeeltelijk over ongemarkeerde wegen voert, de top te beklimmen. Met name in het voorjaar is de Grubenkarspitze een geliefd klimdoel. De Grubenkarspitze bestaat net als de andere bergtoppen in de Karwendel grotendeels uit kalksteen.